# Saint-Élix-le-Château
Saint-Élix-le-Château é uma comuna francesa na região administrativa de Occitânia, no departamento de Alta Garona. Estende-se por uma área de 10,52 km². Em 2010 a comuna tinha 909 habitantes (densidade: 86,4 hab./km²).